# Zwartrosse boomgors
De zwartrosse boomgors (Poospiza nigrorufa) is een zangvogel uit de familie Thraupidae (tangaren).

## Verspreiding en leefgebied
Deze soort komt voor van zuidoostelijk Paraguay tot zuidoostelijk Brazilië, Uruguay en centraal Argentinië.